# Buenavista del Norte
Pour les articles homonymes, voir Buenavista.

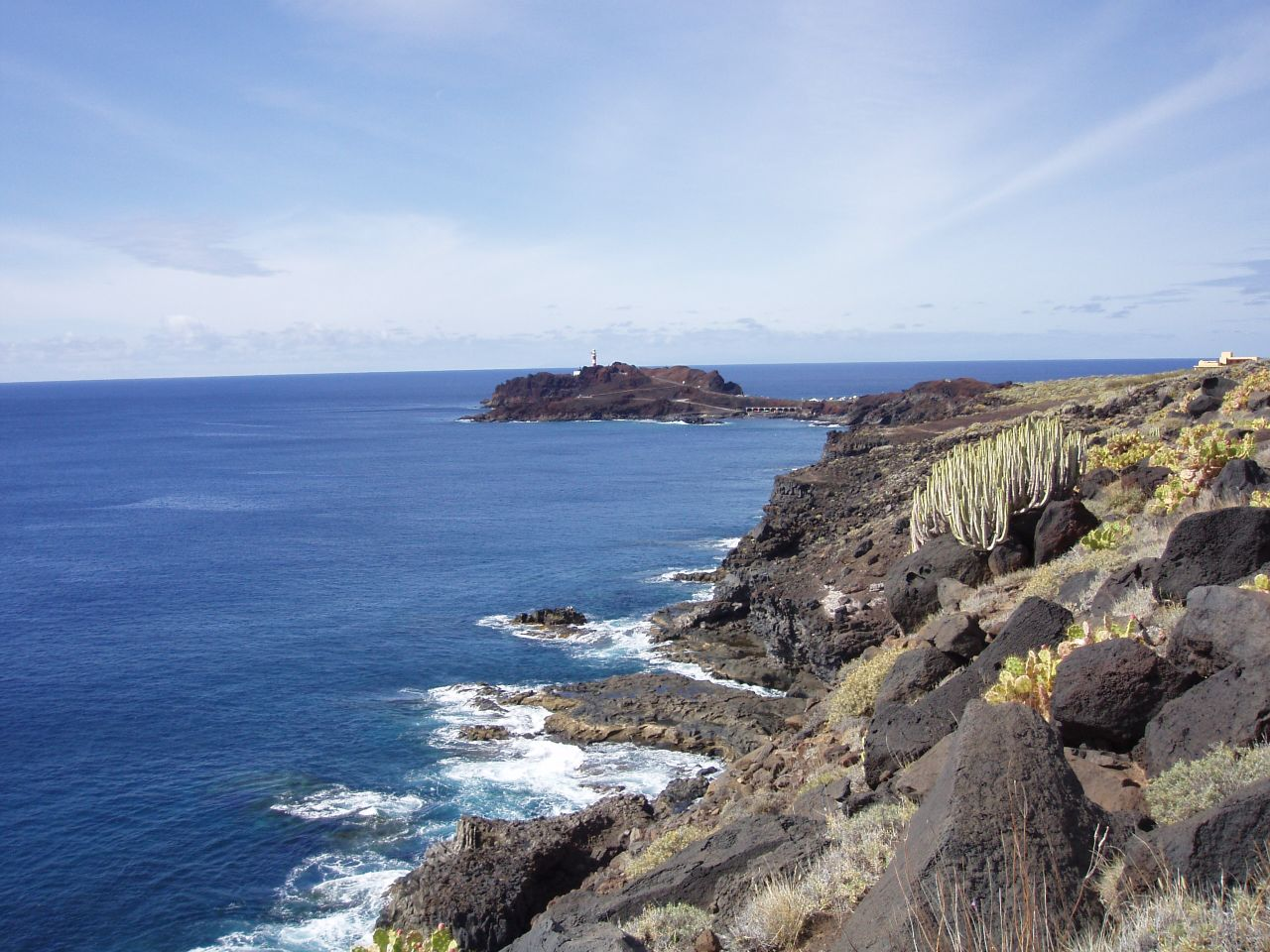
Punta de Teno

Buenavista del Norte est une commune de la province de Santa Cruz de Tenerife dans la communauté autonome des Îles Canaries en Espagne. Elle est située au nord-ouest de l'île de Tenerife.

## Géographie

### Localisation

Localisation de l'île de Tenerife dans les Îles Canaries.
Localisation de Buenavista del Norte dans l'île de Tenerife.

| Océan Atlantique | Océan Atlantique     |                    |
| Océan Atlantique | Buenavista del Norte | Los Silos          |
| Océan Atlantique |                      | Santiago del Teide |

## Démographie
| Année | Population | Densité   |
| ----- | ---------- | --------- |
| 1991  | 5.561      | 82,5/km²  |
| 1996  | 5.664      | 84,0/km²  |
| 2001  | 5.322      | 78,9/km²  |
| 2002  | 5,413      | 80,3/km²  |
| 2003  | 5.453      | 80,9/km²  |
| 2004  | 5.301      | 78,6/km²  |
| 2005  | 5.300      | 78,6/km²  |
| 2006  | 5.225      | 77,5/km²  |
| 2007  | 5.188      | 77,0/km²  |
| 2009  | 5.194      | 77,04/km² |

## Patrimoine
- L'église Iglesia de la Conceptión (XVIe s.)
- Dans les environs : le massif montagneux du Teno ainsi le cap Punta de Teno avec son phare qui marque le point le plus à l'ouest de l'île.